# Хосров III Котак
Хосров III Котак (Короткий; арм. Խոսրով Գ Կոտակ), также Хосров II Котак (умер в 339) — царь Великой Армении (330—339), представитель династии Аршакидов.

## Биография
Хосров III, получивший прозвище «Котак» за свой малый рост, начал править Арменией в 330 году после смерти своего отца Трдата III Великого. Хосров послал войска, чтобы сделать покорными армянских нахараров, при этом своей жестокостью он превзошёл других царей. По его инициативе спарапет Ваче Мамиконян уничтожил два нахарарских рода, передав их имущество церкви.
После этого Датабен Бзнуни поднял бунт против Хосрова III и попытался настроить против него других нахараров, но был арестован и казнён в присутствии царя. За предательство род Бзнуни был жестоко наказан: всех членов рода убили, а их владения передали казне. Чтобы подобные случаи не повторялись, Хосров издал закон, по которому все нахарары должны постоянно находиться при дворе царя. Однако это не помогло: начинался ещё более опасный бунт. Против царя восстал бдешх Бакур, надеявшийся на помощь Сасанидов, однако во время боя он погиб вместе со своими братьями и сыновьями.
В 330-х годах на Армению напали маскуты, которые перешли реку Куру и захватили Айраратскую область с городом Вагаршапат. Хосрову удалось вовремя спастись и укрыться в крепости Даруйнк в Коговитской области. Ваче Мамиконяну удалось одержать над ними победу и изгнать врагов из страны. Царь маскутов, Санесан, погиб.
Хосров основал город Двин, который в будущем стал столицей Армении. Двин по своей роскоши обогнал Арташат. Рядом с городом были посажены леса и заповедники; один из них назывался «Храм матери», другой — «Хосровакерт».
Хосрову удалось достичь таких удач только благодаря удачному положению дел в области политики. В 339 году Сасаниды, правившие Персией, нарушили Нисибисский договор  и напали на страны, союзные Римской империи, в том числе и на Армению. Во время этой войны царь Хосров III умер и престол перешёл к его сыну Тирану.